# Inez Clare Verdoorn
Pour les articles homonymes, voir Verdoorn.
Inez Clare Verdoorn est une botaniste sud-africaine, née le 15 juin 1896 à Pretoria et morte le 2 avril 1989. Elle est connue pour ses travaux de botanique et de taxonomie, notamment des révisions majeures de genres et de familles de plantes.

## Biographie
Elle entre en 1916 à Loreto Convent, à Pretoria, puis travaille pour un temps au bureau du Contrôleur et Auditeur général avant d'être recrutée comme assistante-responsable à l'herbier de la division de la Botanique et des Pathologies végétales. Elle part pour la Grande-Bretagne où, entre 1925 et 1927, elle travaille aux Kew Gardens comme chargée de liaison pour l'Herbier National de Pretoria. À son retour à Pretoria, elle assume la charge de l'herbier et est promue au grade de Responsable en chef en 1944. Malgré le fait qu'elle est arrivée à l'âge de la retraite en 1951, Mademoiselle Verdoorn opta pour un travail d'employée temporaire jusqu'en 1968 et, ensuite, comme chercheuse bénévole. Elle meurt en 1989.

## Travaux scientifiques
Elle a plus de 200 publications de botanique à son crédit, y compris des révisions majeures  parues principalement dans Bothalia, Flowering Plants of Africa (Plantes à fleur d'Afrique), Flora of Southern Africa (Flore d'Afrique du Sud), Kew Bulletin (Bulletin de Kew), et le Journal of South African Botany (Journal de Botanique sud-Africaine).

## Hommages et collaborations
- 1952 Senior Capt. Scott Medal de la Société de Biologie d'Afrique du Sud (SA Biological Society),
- 1957 Présidente de la SA Biological Society,
- 1964 Présidente de la section B de l'Association pour l'Avancement des Sciences d'Afrique du Sud (SA Association for the Advancement of Science),
- 1967 PhD (honorary) de l'Université du Natal.

Elle est commémorée dans le genre des Composées, dans le genre Inezia Phill., par l'Aloe verdoorniae Reynolds, le Senecio verdoorniae R.A.Dyer, la Teclea verdoorniae Exell & Mendonça et le Volume 28 des  Plantes à fleurs d'Afrique, qui lui a été spécialement dédié. Le nombre de ses spécimens collectés atteint 4.000, la plupart collectés avec Codd, Dyer, Obermeyer and Schweickerdt.

## Sources
- (en) Cet article est partiellement ou en totalité issu de l’article de Wikipédia en anglais intitulé « Inez Clare Verdoorn » (voir la liste des auteurs).